# Nová Ves (Třebíč)
Nová Ves (in tedesco Neudorf) è un comune della Repubblica Ceca facente parte del distretto di Třebíč, nella regione di Vysočina.